# Genova 1893 Circolo del Calcio 1930-1931
Questa voce raccoglie le informazioni riguardanti il Genova 1893 Circolo del Calcio nelle competizioni ufficiali stagione 1930-1931.

## Stagione
Nella stagione 1930-1931 il Genova 1893 allenato dal magiaro Géza Székány disputa il campionato di Serie A nel quale ottiene il quarto posto finale con 47 punti, mentre nella Coppa Europa Centrale 1930 il Genova 1893 è eliminato nei quarti di finale.

## Organigramma societario
Area direttiva
- Presidente: Vincent Ardissone

Area tecnica
- Allenatore: Géza Székány

## Rosa
| N. |                      | Ruolo | Calciatore           |
| -- | -------------------- | ----- | -------------------- |
|    | Italia (bandiera)    | P     | Manlio Bacigalupo    |
|    | Italia (bandiera)    | P     | Giovanni De Prà      |
|    | Italia (bandiera)    | P     | Enrico Carzino       |
|    | Italia (bandiera)    | D     | Ottavio Barbieri     |
|    | Italia (bandiera)    | D     | Amilcare Gilardoni   |
|    | Italia (bandiera)    | D     | Umberto Lombardo     |
|    | Italia (bandiera)    | D     | Luigi Poggi I        |
|    | Argentina (bandiera) | D     | Juan Pratto          |
|    | Italia (bandiera)    | D     | Giuseppe Spigno      |
|    | Italia (bandiera)    | C     | Angelo Albertoni     |
|    | Italia (bandiera)    | C     | Ercole Bodini I      |
|    | Italia (bandiera)    | C     | Luigi Burlando       |
|    | Italia (bandiera)    | C     | Ottorino Casanova II |

| N. |                      | Ruolo | Calciatore               |
| -- | -------------------- | ----- | ------------------------ |
|    | Italia (bandiera)    | C     | Berardo Frisoni I        |
|    | Argentina (bandiera) | C     | Alejandro Giglio         |
|    | Argentina (bandiera) | C     | Rodolfo Orlandini        |
|    | Italia (bandiera)    | C     | Gino Puerari III         |
|    | Italia (bandiera)    | C     | Angelo Strata            |
|    | Italia (bandiera)    | A     | Vittorio Ansaldo         |
|    | Italia (bandiera)    | A     | Elvio Banchero I         |
|    | Italia (bandiera)    | A     | Virgilio Felice Levratto |
|    | Italia (bandiera)    | A     | Alfredo Notti            |
|    | Italia (bandiera)    | A     | Luigi Patri              |
|    | Italia (bandiera)    | A     | Quinto Rosso             |
|    | Argentina (bandiera) | A     | Guillermo Stábile        |

## Risultati

### Girone di andata
| Arbitro: | Barlassina (Novara) |

|                      |           |              |
| Cidri 44’ Severi 60’ | Marcatori | 42’ Burlando |

| Arbitro: | Gonani (Ravenna) |

|                                          |           |                       |
| Elv. Banchero 22’, 79’, 86’ Levratto 55’ | Marcatori | 63’ Vojak 92’ Tansini |

| Arbitro: | Barlassina (Novara) |

|              |           |                               |
| Corsetti 55’ | Marcatori | 7’ Elv. Banchero 17’ Casanova |

| Arbitro: | Mastellari (Bologna) |

|                                                            |           |            |
| Elv. Banchero 4’, 73’ Patri 18’ E. Bodini 29’ Levratto 32’ | Marcatori | 22’ Avalle |

| Arbitro: | Carraro (Padova) |

|                                                |           |                      |
| Subinaghi 2’, 12’ A. Mazzoni 58’ Piccaluga 73’ | Marcatori | 3’ Ansaldo 88’ Patri |

| Arbitro: | Caironi (Milano) |

|  |           |                           |
|  | Marcatori | 44’ Orsi 87’, 89’ Ferrari |

| Arbitro: | Mastellari (Bologna) |

|              |           |  |
| Demarchi 41’ | Marcatori |  |

| Arbitro: | Mattea (Torino) |

|                       |           |           |
| Stabile 30’, 46’, 71’ | Marcatori | 75’ Pitto |

| Arbitro: | U. Gama (Milano) |

|                                                                  |           |  |
| C. Cevenini 50’ Foni 57’ Malatesta 75’ Pastore 80’ Malatesta 89’ | Marcatori |  |

| Arbitro: | Giorgi (Milano) |

|  |           |                            |
|  | Marcatori | 36’ E. Bodini 64’ Levratto |

| Arbitro: | Barlassina (Novara) |

|                            |           |               |
| Stabile 45’ B. Frisoni 64’ | Marcatori | 30’ P. Arcari |

| Arbitro: | Barlassina (Novara) |

|              |           |                         |
| Giuliani 68’ | Marcatori | 31’ Albertoni 70’ Patri |

| Arbitro: | Turbiani (Ferrara) |

|             |           |  |
| Stabile 82’ | Marcatori |  |

| Arbitro: | Scorzoni (Bologna) |

|                          |           |  |
| Meazza 55’ Blasevich 86’ | Marcatori |  |

| Genova 11 gennaio 1931 15ª giornata | Genova 1893      | 0 – 0 | Roma | Campo Sportivo Genova 1893\| Arbitro: \| Carraro (Padova) \| |
| Arbitro:                            | Carraro (Padova) |       |      |                                                              |

| Arbitro: | Mastellari (Bologna) |

|                         |           |                                                 |
| Grilli 6’ Cazzaniga 77’ | Marcatori | 56’ Elv. Banchero 63’ (aut.) Fizzotti 71’ Patri |

| Arbitro: | Rovida (Milano) |

|                   |           |  |
| Elv. Banchero 78’ | Marcatori |  |

### Girone di ritorno
| Arbitro: | Giulini (Lodi) |

|                                                                        |           |  |
| Patri 44’ Levratto 57’ (rig.) Notti 65’ Levratto 80’ Elv. Banchero 88’ | Marcatori |  |

| Arbitro: | Carraro (Padova) |

|  |           |                   |
|  | Marcatori | 40’ Elv. Banchero |

| Arbitro: | Barlassina (Novara) |

|                                 |           |                     |
| Levratto 32’, 54’ Orlandini 80’ | Marcatori | 14’, 36’ Zambianchi |

| Arbitro: | Rovida (Milano) |

|  |           |           |
|  | Marcatori | Rosso 79’ |

| Arbitro: | Caironi (Milano) |

|                                                   |           |                                        |
| Elv. Banchero 12’, 68’ Patri 23’, 39’ Stabile 45’ | Marcatori | 2’ Lombatti 63’, 75’ (rig.) A. Mazzoni |

| Arbitro: | Rovida (Milano) |

|                                       |           |           |
| Vecchina 2’, 27’, 52’ Orsi 67’ (rig.) | Marcatori | 70’ Patri |

| Arbitro: | Giulini (Lodi) |

|                    |           |  |
| Ansaldo 81’ (rig.) | Marcatori |  |

| Arbitro: | Mazzarini (Roma) |

|                 |           |                    |
| Della Valle 16’ | Marcatori | 32’ (aut.) Gasperi |

| Arbitro: | Zorzi (Belluno) |

|                               |           |  |
| Elv. Banchero 18’ Ansaldo 87’ | Marcatori |  |

| Arbitro: | Barlassina (Novara) |

|                                           |           |                            |
| Patri 26’ Elv. Banchero 48’ E. Bodini 54’ | Marcatori | 58’ G. Rossetti 85’ Silano |

| Arbitro: | Mastellari (Bologna) |

|              |           |                             |
| Magnozzi 18’ | Marcatori | 65’ B. Frisoni 79’ Casanova |

| Arbitro: | Caironi (Milano) |

|           |           |                                    |
| Patri 66’ | Marcatori | 38’ (rig.) E. Frisoni 64’ Reggiani |

| Arbitro: | Zorzi (Belluno) |

|  |           |                   |
|  | Marcatori | 34’ Elv. Banchero |

| Arbitro: | Mattea (Torino) |

|                   |           |  |
| Elv. Banchero 87’ | Marcatori |  |

| Arbitro: | Turbiani (Ferrara) |

|                                                                          |           |  |
| Chini Ludueña 43’ Lombardo 49’ Bernardini 58’ Chini Ludueña 65’ Volk 84’ | Marcatori |  |

| Arbitro: | Bertoli (Vicenza) |

|                   |           |  |
| Elv. Banchero 15’ | Marcatori |  |

| Arbitro: | Scorzoni (Bologna) |

|                    |           |              |
| Gazzari 40’ (rig.) | Marcatori | 50’ Casanova |

## Statistiche

### Statistiche di squadra
| Competizione | Punti | In casa | In casa | In casa | In casa | In casa | In casa | In trasferta | In trasferta | In trasferta | In trasferta | In trasferta | In trasferta | Totale | Totale | Totale | Totale | Totale | Totale | DR  |
| Competizione | Punti | G       | V       | N       | P       | Gf      | Gs      | G            | V            | N            | P            | Gf           | Gs           | G      | V      | N      | P      | Gf     | Gs     | DR  |
| ------------ | ----- | ------- | ------- | ------- | ------- | ------- | ------- | ------------ | ------------ | ------------ | ------------ | ------------ | ------------ | ------ | ------ | ------ | ------ | ------ | ------ | --- |
| Serie A      | 47    | 17      | 14      | 1       | 2       | 38      | 17      | 17           | 8            | 2            | 7            | 20           | 30           | 34     | 22     | 3      | 9      | 58     | 47     | +11 |

### Statistiche dei giocatori
| Giocatore     | Serie A  | Serie A |
| Giocatore     | Presenze | Reti    |
| ------------- | -------- | ------- |
| A. Albertoni  | 23       | 1       |
| V. Ansaldo    | 12       | 3       |
| M. Bacigalupo | 32       | -46     |
| E. Banchero   | 29       | 17      |
| O. Barbieri   | 22       | 0       |
| E. Bodini     | 27       | 3       |
| L. Burlando   | 4        | 1       |
| O. Casanova   | 30       | 3       |
| G. De Prà     | 2        | -1      |
| B. Frisoni    | 28       | 2       |
| A. Giglio     | 10       | 0       |
| A. Gilardoni  | 23       | 0       |
| V. Levratto   | 19       | 7       |
| U. Lombardo   | 10       | 0       |
| A. Notti      | 3        | 1       |
| R. Orlandini  | 11       | 1       |
| L. Patri      | 31       | 10      |
| L. Poggi      | 1        | 0       |
| J. Pratto     | 16       | 0       |
| G. Puerari    | 5        | 0       |
| Q. Rosso      | 4        | 1       |
| G. Spigno     | 14       | 0       |
| G. Stabile    | 13       | 6       |
| A. Strata     | 5        | 0       |